# Pedrera de Rúbies

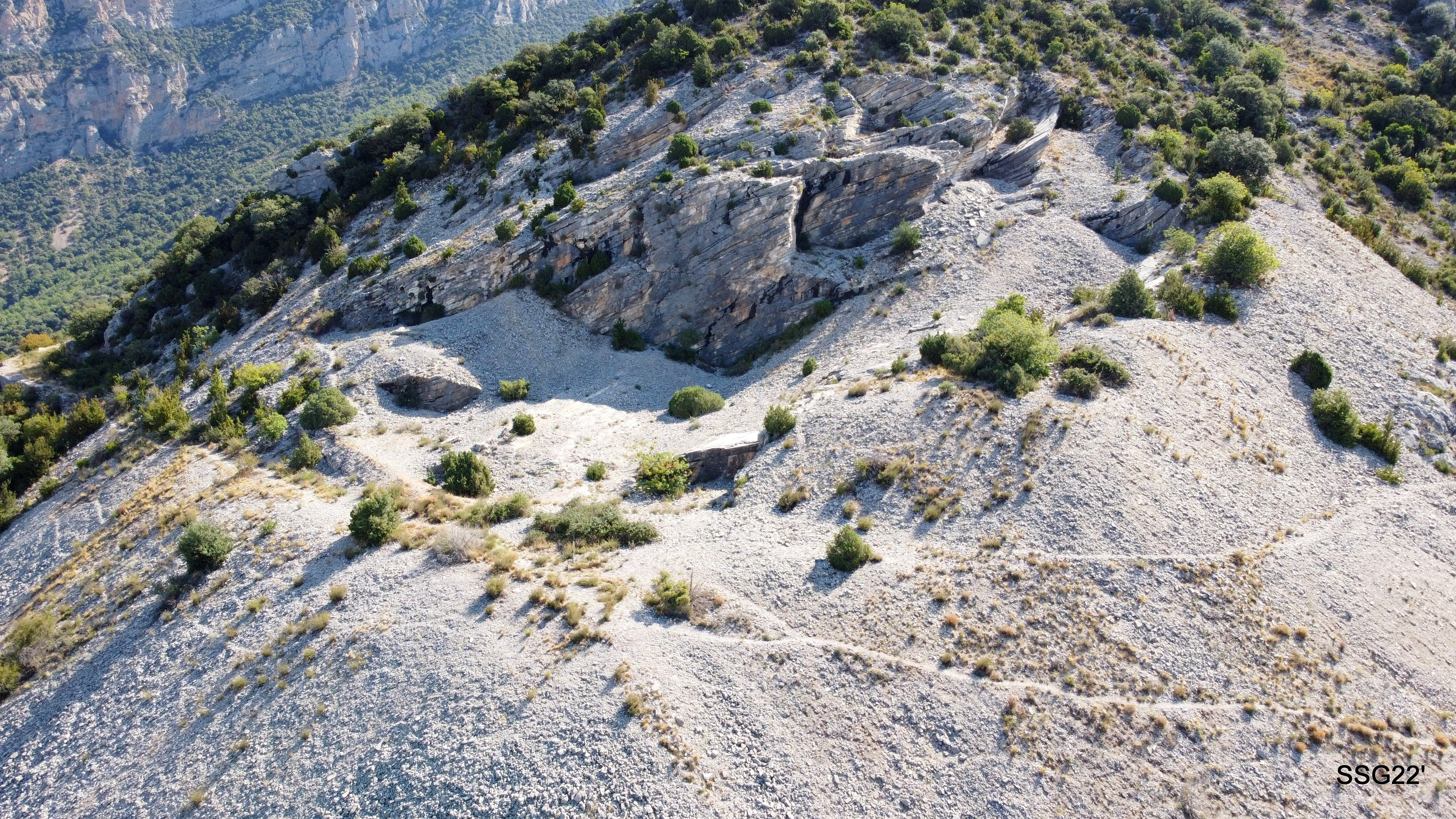

La Pedrera de Rúbies, també coneguda com a Pedrera de Meià, és una explotació de roques calcàries litogràfiques situada a 876 metres d'altitud, que es troba entre els municipis de Camarasa i de Vilanova de Meià, a la comarca catalana de la Noguera.
La pedrera va ser explotada del 1897 al 1913, el seu interès radicava en la qualitat de les seves calcàries, utilitzades per realitzar litografies. La zona és un dels jaciments de fòssils més interessants del país.
Els fòssils que es troben en aquest jaciment pertanyen al període del Cretaci inferior, aprox. 129 milions d'anys. Entre les làmines de la roca s'hi ha trobat empremtes de vegetals, peixos, insectes, amfibis i aus.
Així mateix, el jaciment també és travessat per l'etapa número 23 del GR 1.